# Scorpaenopsis cacopsis
Scorpaenopsis cacopsis là một loài cá biển thuộc chi Scorpaenopsis trong họ Cá mù làn. Loài này được mô tả lần đầu tiên vào năm 1901.
S. cacopsis được gọi là nohu trong tiếng Hawaii. Đây cũng là tên gọi của cây bạch tật lê ở Hawaii, loại cây mà hạt có gai sắc nhọn, tương tự như những gai độc ở lưng và ngực của cá mù làn có thể gây ra vết đốt đau đớn khi chạm vào.

## Từ nguyên
Từ định danh cacopsis được ghép bởi hai âm tiết trong tiếng Hy Lạp cổ đại: kăkós (κακός; "xấu xí") và ópsĭs (ὄψις; "khuôn mặt"), hàm ý có lẽ đề cập đến dáng vẻ của loài cá này: nhiều gai, vạt da và hốc lõm trên đầu.

## Phân bố và môi trường sống
S. cacopsis là loài đặc hữu của quần đảo Hawaii, gồm cả rạn san hô vòng Midway. Chúng thường sống bên dưới gờ đá hoặc gần cửa hang ở rìa các ám tiêu, độ sâu đến ít nhất là 61 m.

## Mô tả
Chiều dài lớn nhất được ghi nhận ở S. cacopsis là 51 cm.
Số gai vây lưng: 12; Số tia vây lưng: 9; Số gai vây hậu môn: 3; Số tia vây hậu môn: 5.

## Sử dụng
S. cacopsis là một loài cá thực phẩm được đánh giá cao. Có báo cáo cho rằng quần thể S. cacopsis đã giảm đáng kể do sự đánh bắt quá mức của những người đánh cá bằng lao.